# Orangestrupig tangara
Orangestrupig tangara (Wetmorethraupis sterrhopteron) är en fågel i familjen tangaror inom ordningen tättingar. '

## Utseende och läte
Orangestrupig tangara är en 17 cm lång tätting med praktfull fjäderdräkt i svart, orange och blått. Den är svart på huvudet, manteln, stjärten och de mesta av vingarna, dock med violblått på vingtäckare, tertialer och handpennor. På strupen och bröstet är en orangefärgad, med resten av undersidan ljust ockragul. Bland lätena hörs tydliga "in-chee-tooch" och genomträngande "seet".

## Utbredning och systematik
Fågeln förekommer i norra Peru (Marañóndalen) och angränsande södra Ecuador. Den placeras som enda art i släktet Wetmorethraupis och behandlas som monotypisk, det vill säga att den inte delas in i några underarter.

## Status och hot
Orangestrupig tangara har en liten världspopulation bestående av uppskattningsvis endast 6 000–15 000 vuxna individer. Den tros också minska i antal till följd av habitatförlust. Den är därför upptagen på internationella naturvårdsunionen IUCN:s röda lista över hotade arter, kategoriserad som sårbar (VU).

## Namn
Fågelns vetenskapliga släktesnamn hedrar Frank Alexander Wetmore (1886–1978), amerikansk ornitolog och systematiker. Thraupis är grekiska, en okänd liten fågel som möjligen kan vara en fink men som i ornitologin valts att beteckna en tangara. Det vetenskapliga artnamnet sterrhopteron betyder "hård fjäder", av grekiska sterrhos för "hård" och pteron, "fjäder".